# 플라워저빌
플라워저빌(Gerbillus floweri)은 황무지쥐아과에 속하는 설치류의 일종이다.

## 분포 및 서식지
이집트에 주로 발견되는 대형 저빌로 나일강 삼각주 동부 가장자리부터 시나이반도 아리시 남쪽 지역까지 분포한다. 야생에서 250마리 이하의 개체수가 잔존하는 것으로 추정되지만, 서식 지역(18.22 km2) 안에서 흔하게 발견되고 아무것도 직접적인 위협을 가하지 않기 때문에 멸종 위협을 받고 있다고 간주되지 않는다. 바위 사막 지대와 모래 해안가 평원, 목초지 계곡, 야자나무 숲, 경작지 등에서 발견된다.

## 특징
몸 윗부분 털은 희미한 등 쪽 줄무늬와 함께 연한 계피색부터 황갈색까지 다양한 색을 띤다. 색이 없는 긴 귀를 갖고 있다. 뒷발 발바닥에는 털이 나 있다. 꼬리 길이를 제외한 몸길이는 140mm이고, 전체 몸길이는 보통 111~213mm 정도이다. 몸무게는 약 49~63g이다.

## 생태
플라워저빌은 야행성 동물로 굴 속에서 산다. 먹이는 곤충과 식물이다. 번식기는 5월과 12월 사이로 알려져 있다. 암컷은 20~22일의 임신 기간 이후 보통 4마리의 새끼를 낳는다. 새끼는 눈을 뜨지 못한 상태로 주둥이의 약간의 거친 털을 제외하고는 털이 없이 태어난다. 생후 약 8일이 지나면 걸을 수 있으며, 19~20일 후에 눈을 뜨고 3개월이먄 성적으로 성숙해진다.